# Satyrus drymeia
Satyrus drymeia är en fjärilsart som beskrevs av Hans Fruhstorfer 1908. Satyrus drymeia ingår i släktet Satyrus och familjen praktfjärilar. Inga underarter finns listade.